# Jean-Philippe Gbamin
Jean-Philippe Gbamin (25 de setembre de 1995) és un futbolista professional ivorià que juga de centrecampista defensiu per l'Everton FC anglés i per l'equip nacional ivorià